# Pellenc (Unternehmen)
Pellenc ist ein französischer Hersteller von Akkuscheren sowie Ernte- und Schnittmaschinen für den Wein-, Obst- und Olivenanbau mit Sitz in Pertuis im Département Vaucluse.

## Geschichte
1974 stellt Roger Pellenc den ersten Laubschneider (französisch écimeuse à barre de coupe) für den Weinbau her. Seit 1983 werden Vorschneidegeräte (prétailleuse), seit 1987 Akkuscheren und seit 1993 Traubenerntemaschinen produziert. Ab 2011 übernahm der luxemburgische Finanzinvestor Edify schrittweise das Unternehmen, seit 2014 ist es in dessen Mehrheitsbesitz.

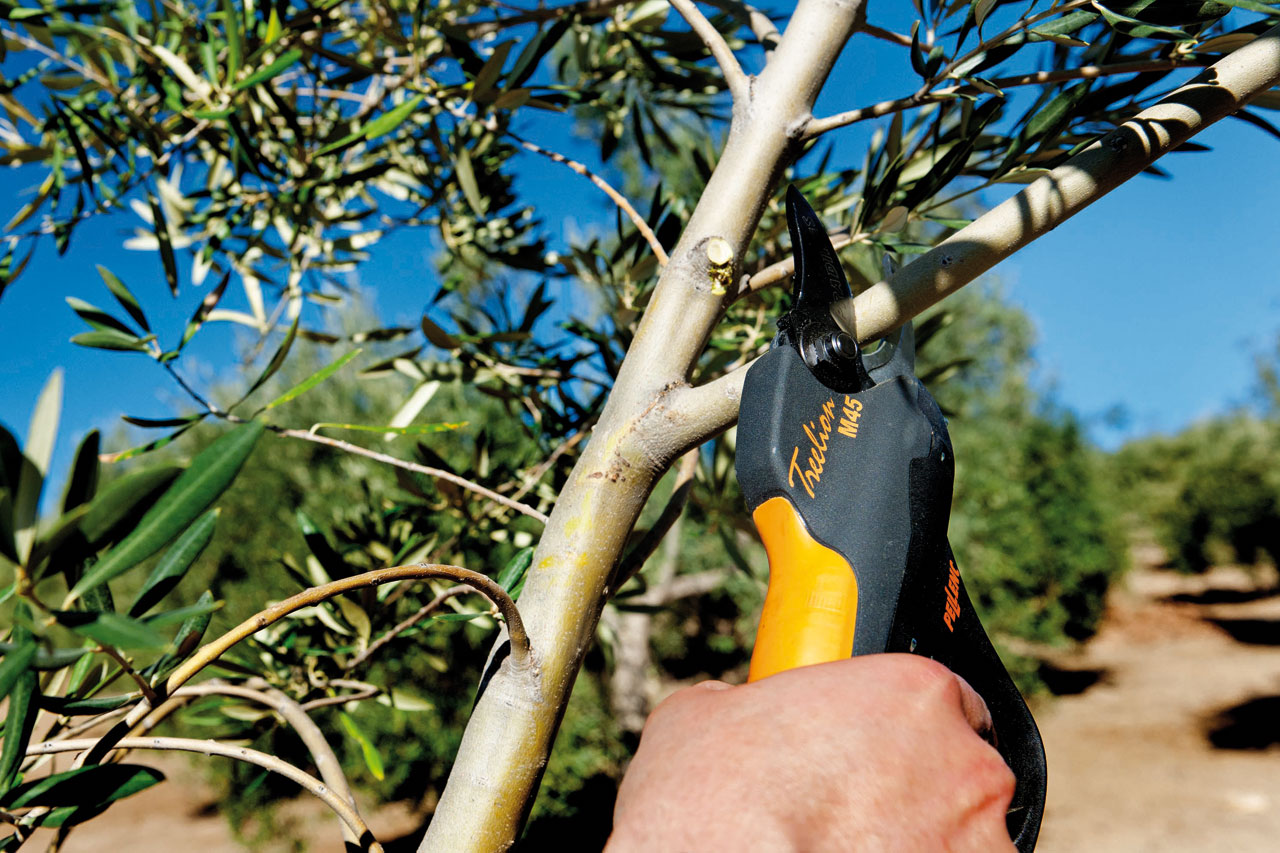
Akkuschere „Treelion“
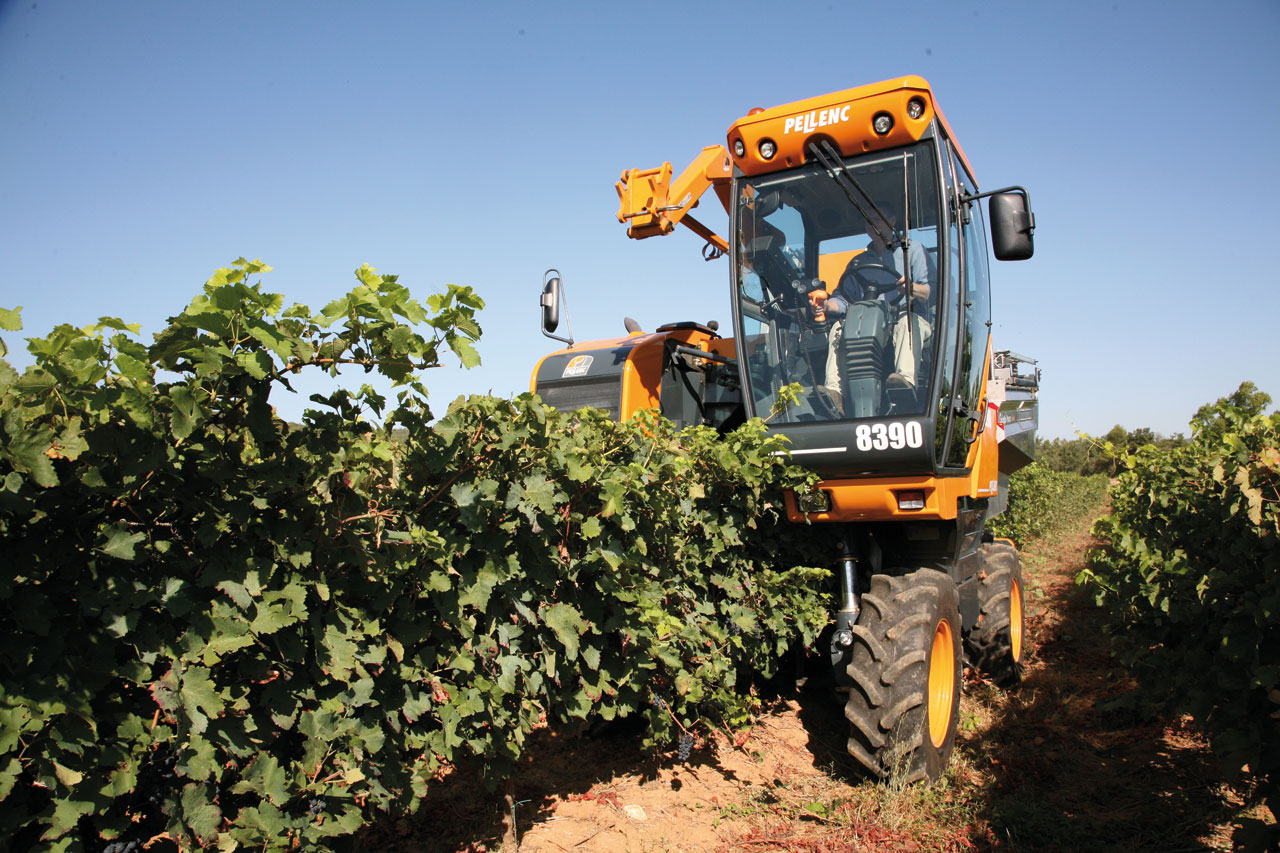
Traubenlesemaschine (Traubenvollernter)
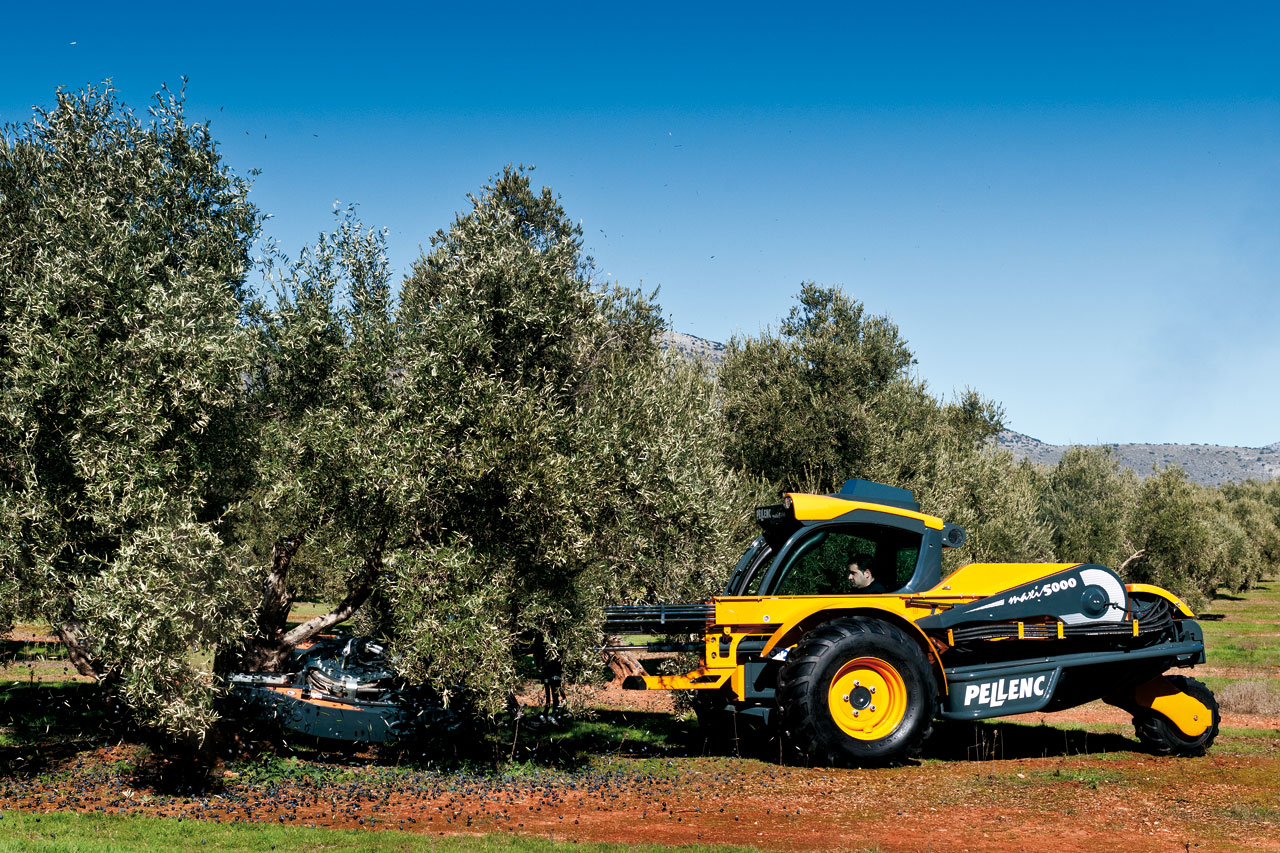
Olivenschüttler

## Konkurrenten
- Felco (Scheren)